# Basilissopsis watsoni
Basilissopsis watsoni là một loài ốc biển nhỏ, là động vật thân mềm chân bụng sống ở biển thuộc họ Seguenziidae.